# Glyphuroplata anisostenoides
Glyphuroplata anisostenoides là một loài bọ cánh cứng trong họ Chrysomelidae. Loài này được Riley miêu tả khoa học năm 1985.